# Magisches Quadrat

Magisches Quadrat der Ordnung 3

Ein magisches Quadrat ist ein schachbrettartiges Quadrat, auf dessen Feldern Zeichen, Zahlen oder Symbole auf eine spezielle Art angeordnet sind.
In der Mathematik versteht man unter einem magischen Quadrat der Ordnung {\displaystyle n} ein Quadrat der Seitenlänge {\displaystyle n}, auf dessen Feldern {\displaystyle n^{2}} paarweise verschiedene natürliche Zahlen so platziert werden, dass jede Zeile und jede Spalte sowie die beiden Diagonalen die gleiche Summe ergeben.

## Definitionen
Magische Quadrate sind in der Mathematik nicht immer ganz einheitlich definiert, aber für alle Varianten gilt, dass die Summe jeder Zeile, jeder Spalte und der beiden Diagonalen denselben Wert liefern muss.
Im engsten Sinne ist ein magisches Quadrat definiert als eine quadratische Anordnung der natürlichen Zahlen {\displaystyle 1,2,\dotsc ,n^{2}}, so dass die Summen der Zahlen aller Zeilen, Spalten und der beiden Diagonalen gleich sind. Statt der Verwendung der Zahlen 1 bis {\displaystyle n^{2}} wird jedoch oft nur gefordert, dass es sich um {\displaystyle n^{2}} paarweise verschiedene natürliche Zahlen handeln muss. In diesem Fall werden die magischen Quadrate, die lediglich die Zahlen 1 bis {\displaystyle n^{2}} verwenden, als normal oder rein bezeichnet.
Einige Autoren verlangen lediglich, dass die Summen jeder Zeile, jeder Spalte und der beiden Diagonalen denselben Wert liefern. Dies vereinfacht die Untersuchung und Darstellung magischer Quadrate mit Hilfe der linearen Algebra, insbesondere lässt sich ein magisches Quadrat dann als Lösungsmenge eines linearen Gleichungssystems und damit auch als Vektorraum beschreiben.
Die Kantenlänge {\displaystyle n} wird als Ordnung des magischen Quadrats bezeichnet. Die (konstante) Summe einer Zeile, Spalte oder Diagonale wird als magische Summe, magische Konstante oder magische Zahl bezeichnet.
Es ist auch erkennbar, dass jede arithmetische Folge für ein magisches Quadrat geeignet ist.
Es gibt noch zahlreiche Varianten von magischen Quadraten, bei denen nicht alle diese Bedingungen erfüllt sind oder zusätzliche Einschränkungen gefordert sind (siehe unten).

## Semimagisches Quadrat
Zahlenquadrate, bei denen zwar Zeilen- und Spaltensummen gleich sind, aber nicht mit den beiden Diagonalensummen übereinstimmen, werden als semimagische Quadrate, misslungene magische Quadrate oder dissonante magische Quadrate bezeichnet.
Semimagisches Quadrat 3. Ordnung mit der 7 im mittleren Feld und den Zahlen 1 bis 9.
| 9 | 2 | 4 |
| 5 | 7 | 3 |
| 1 | 6 | 8 |

## Berechnung der magischen Zahl
Die Zeilensumme wird als magische Zahl bezeichnet.
Ihr Wert {\displaystyle S_{n}} leitet sich aus der Definition des normalen magischen Quadrates ab.
Es gilt, dass die magische Zahl
{\displaystyle 1/n} mal der Summe der Zahlen von 1 bis {\displaystyle n^{2}} sein muss:
{\displaystyle S_{n}={\frac {1}{n}}\sum _{k=1}^{n^{2}}k={\frac {n^{3}+n}{2}}}
Wir haben nämlich {\displaystyle n} Zeilen, die alle die gleiche Zeilensumme haben sollen; und die Summe über alle Zeilen, also {\displaystyle n\cdot S_{n}}, ist gleich der Summe aller Einträge des Quadrats, also identisch mit {\displaystyle \textstyle \sum _{k=1}^{n^{2}}k={\frac {n^{2}\cdot (n^{2}+1)}{2}}} (Gaußsche Summenformel).
Die magischen Zahlen sind damit die Elemente der unendlichen Folge A006003 in OEIS, beginnend mit {\displaystyle n=3}. Dabei gibt der Index {\displaystyle n} die Zahl der Spalten und Zeilen im jeweiligen magischen Quadrat an. Zu den ersten Elementen der Folge existieren keine magischen Quadrate im herkömmlichen Sinn. Für {\displaystyle n=0} hätte das magische Quadrat keine Spalten und Zeilen. Für {\displaystyle n=1} ergibt sich ein ein-spaltiges Quadrat, das lediglich aus der Zahl 1 besteht. Für zwei Spalten, also {\displaystyle n=2}, gibt es kein magisches Quadrat. Für alle weiteren Elemente der Reihe ab {\displaystyle n=3} gibt es dagegen magische Quadrate im engeren Sinn. Die zugehörigen magischen Zahlen lauten:
15, 34, 65, 111, 175, 260, 369, 505, 671, 870, 1105,… .

## Äquivalenz und Standardform
Durch Rotation um 90°, 180° und 270° sowie durch Spiegelung an den Hauptachsen und Diagonalen entsteht aus einem magischen Quadrat wieder ein magisches Quadrat. Diese acht magischen Quadrate sind äquivalent. Es genügt, eines davon zu untersuchen. Es hat sich eingebürgert, hier die Frénicle-Standardform zu verwenden:
- Das Element in der linken oberen Ecke [1,1] ist das kleinste der vier Elemente in den Ecken.
- Das Element rechts daneben [1,2] ist kleiner als das Element darunter [2,1].

## Komplement des normalen magischen Quadrates
Zu jedem normalen magischen Quadrat kann ein Komplement gebildet werden. Für die Bildung des komplementären Quadrates sind alle Einträge mit −1 zu multiplizieren und anschließend zu jedem Eintrag die Konstante {\displaystyle n^{2}+1} zu addieren. Elemente im Ausgangsquadrat und im Komplement ergänzen sich damit zu {\displaystyle n^{2}+1}. Das komplementäre Quadrat hat dieselbe Struktur wie das Ausgangsquadrat.
Die Komplementbildung ist keine Tauschoperation, da sie nicht unabhängig von der Struktur des Ausgangsquadrates ist. Magische Quadrate mit bestimmten Strukturen können selbstkomplementär sein, d. h., das Komplement ist dann äquivalent zum Ausgangsquadrat. Von den 12 Strukturen der Ordnung 4 sind die magischen Quadrate der 3. und 6. Struktur selbstkomplementär.

## Spezielle magische Quadrate

### Allgemeine reelle Zahlenquadrate
Allgemeine reelle Zahlenquadrate bestehen aus reellen Zahlen. Ihre einzige Bedingung ist, dass Zeilen, Spalten und Diagonalen dieselbe Summe {\displaystyle s} ergeben. Die Summe {\displaystyle s} ist frei wählbar. Allgemeine reelle Zahlenquadrate sind Lösungsmenge eines homogenen linearen Gleichungssystems. Das Gleichungssystem hat {\displaystyle 2n+2} lineare Gleichungen.
Beispiel eines Ergebnisses der Lösungsmenge dritter Ordnung und {\displaystyle s=1{,}5}:
| −0,5 | 2   | 0   |
| 1    | 0,5 | 0   |
| 1    | −1  | 1,5 |

Eine herausragende Eigenschaft allgemeiner reeller Zahlenquadrate dritter Ordnung ist, dass das mittlere Zahlenelement immer das arithmetische Mittel aller Zahlen des Quadrates enthält. Das mittlere Zahlenelement ist daher nicht nur vom räumlichen Begriff her der Mittelwert, sondern auch gleichzeitig vom numerischen Begriff.
Legt man als weitere Bedingung fest, dass das Zahlenquadrat dritter Ordnung nur aus natürlichen Zahlen besteht, so erhält man für jeden Mittelwert eine endliche Lösungsmenge. Die Zielsumme {\displaystyle s} ist der dreifache Mittelwert. Der Mittelwert ist somit frei unter den natürlichen Zahlen wählbar, die Zielsumme nicht. Für Quadrate dritter Ordnung und {\displaystyle s=27} gibt es 25 Lösungen (15 mit und 10 ohne Wiederholung von Zahlen).
| 14 | 7  | 6  |
| 1  | 9  | 17 |
| 12 | 11 | 4  |

Die Zielsumme {\displaystyle s} ist eine Variable der Lösungsmenge des homogenen linearen Gleichungssystems. Man kann daher für die Zielsumme {\displaystyle s} auch die errechnete magische Zahl einsetzen. Bei der magischen Zahl 15 erhält man so 9 Lösungen. Eines davon ist ohne Wiederholung von Zahlen und wird als Lo-Shu bezeichnet.

### Symmetrische magische Quadrate
Erfüllt ein magisches Quadrat zusätzlich die Bedingung, dass die Summen zweier Elemente, die punktsymmetrisch zum Mittelpunkt (bei geraden) oder zum zentralen Element (bei ungeraden magischen Quadraten) liegen, gleich sind, so wird es symmetrisches magisches Quadrat genannt. Es ist genauer die Bezeichnung zentralsymmetrisches magisches Quadrat oder assoziatives magisches Quadrat zu verwenden. Wie man leicht zeigen kann, muss die Summe zweier solcher Elemente {\displaystyle n^{2}+1} betragen; bei ungeraden symmetrischen magischen Quadraten hat das Mittelfeld den Wert {\displaystyle (n^{2}+1)/2}. Symmetrische magische Quadrate haben die einfachste innere Struktur der magischen Quadrate. Das magische Quadrat 3 mal 3 ist ein symmetrisches magisches Quadrat.
Bei symmetrischen magischen Quadraten kann das Komplement des Ausgangsquadrates durch Rotation um 180° immer auf das Ausgangsquadrat abgebildet werden, d. h., alle symmetrischen magischen Quadrate sind selbstkomplementär (selbstähnlich).

### Pandiagonale magische Quadrate

Beispiel eines pandiagonalen magischen Quadrats

Bei einem pandiagonalen magischen Quadrat muss nicht nur die Summe der Diagonalen, sondern auch die der gebrochenen Diagonalen gleich sein. Die gebrochenen Diagonalen verlaufen parallel zur Haupt- bzw. Gegendiagonale, wobei Elemente außerhalb des Quadrats um eine Kantenlänge verschoben werden.
Im Gegensatz zu symmetrischen magischen Quadraten ist bei Quadraten mit pandiagonaler Eigenschaft diese besondere Eigenschaft nicht immer unmittelbar aus dem Bild der inneren Struktur ablesbar. Die kleinstmögliche Ordnung für Quadrate mit pandiagonaler Eigenschaft ist die 4. Ordnung. Die Strukturgruppe 1 der Quadrate 4. Ordnung besteht aus den 48 pandiagonalen Quadraten. Bei magischen Quadraten höherer Ordnung gibt es mehrere Strukturgruppen die aus Quadraten mit pandiagonaler Eigenschaft bestehen oder solche enthalten. Die magischen Quadrate der symmetrischen Strukturgruppe der 5. Ordnung haben nur teilweise die pandiagonale Eigenschaft. Die symmetrische Strukturgruppe ist eine Hauptstrukturgruppe. Bei Hauptstrukturgruppen steht der Mittelwert im Mittelfeld des Quadrates. Bei 5 mal 5 ist das der Wert 13. Diese Festlegung sichert die unverzerrte Darstellung der inneren Struktur. Jedes ungerade pandiagonale Quadrat kann durch Verschieben im Verschiebungscluster in ein Quadrat dieser Struktur gebracht werden. Es gibt bei der 5. Ordnung noch drei weitere Hauptstrukturgruppen die aus pandiagonalen Quadraten bestehen. Diese unverzerrten Strukturen sind ästhetisch reizvoll und zeigen den mathematischen Zusammenhang zwischen Mittelwertsbildung und Symmetrie. Durch Verschieben im Verschiebungscluster werden zu jeder Hauptstrukturgruppe die Nebenstrukturgruppen gebildet.
Magische Quadrate, die sowohl symmetrisch als auch pandiagonal sind, nennt man ultramagisch.

### Magische Primzahlquadrate

Magisches Quadrat aus Primzahlen

Es gibt zahlreiche Varianten von magischen Quadraten, bei denen die Forderung fallengelassen wird, dass nur die Zahlen von 1 bis {\displaystyle n^{2}} vorkommen sollen, dafür aber zusätzliche Bedingungen erfüllt sein müssen. Die bekanntesten davon sind magische Primzahlenquadrate, bei denen sämtliche Elemente Primzahlen (oder 1) sein müssen.
Das magische Primzahlenquadrat 3. Ordnung mit der kleinstmöglichen magischen Summe von 111 wurde im Jahr 1900 von Henry Ernest Dudeney entdeckt, der die 1 als Primzahl ansah. Es galt seinerzeit als das erste magische Primzahlenquadrat in der Lösungsmenge allgemeiner magischer Quadrate 3. Ordnung.
| 67 | 1  | 43 |
| 13 | 37 | 61 |
| 31 | 73 | 7  |

Das erste echte magische Primzahlenquadrat 3. Ordnung hat die kleinstmögliche magische Summe von 177.
| 17  | 89 | 71  |
| 113 | 59 | 5   |
| 47  | 29 | 101 |

Im Jahre 1913 wurde bewiesen, dass aus unmittelbar aufeinanderfolgenden ungeraden Primzahlen (also mit Ausnahme der 2) ein magisches Quadrat gebildet werden kann und dass das kleinste solche Quadrat zwölfreihig ist. Auch hier wird die Zahl 1 als Primzahl angesehen. Der Beweis stammt von J. N. Muncey von Jessup, Iowa. Die magische Zahl dieses Primzahlquadrats beträgt 4514.
Die gerade Primzahl 2 darf deshalb nicht enthalten sein, weil sonst die Zeilen-, bzw. Spaltensumme, in denen sie vorkommt, bezüglich der Geradheit oder Ungeradheit immer entgegengesetzt zu den übrigen Summen wäre, so dass dann niemals ein magisches Quadrat zustande käme.

### Schach

#### Rösselsprung-Quadrate
Ein Rösselsprung-Quadrat ist ein achtreihiges Zahlenquadrat, das aus den natürlichen Zahlen 1 bis 64 besteht und folgende Besonderheit aufweist:
Ein Springer auf dem Anfangsfeld mit der 1 kann regelkonform so gezogen werden, dass er der Reihe nach alle Zahlen bis 64 genau einmal erreicht. Eine solche Abfolge von Springerbewegungen wird in der Schach-Sprache auch Springertour genannt. Von einer geschlossenen Springertour spricht man, wenn mit einem zusätzlichen Sprung vom letzten Feld der Springertour das Anfangsfeld wieder erreicht werden kann. Rösselsprung-Quadrate können insbesondere magisch oder semimagisch sein.

#### Königszug-Quadrate
Es gibt auch achtreihige magische Quadrate, die aus den natürlichen Zahlen 1 bis 64 bestehen und bei denen der König auf dem Anfangsfeld mit der 1 regelkonform so gezogen werden kann, dass er der Reihe nach alle Zahlen bis 64 genau einmal erreichen und mit einem zusätzlichen Zug vom letzten Feld wieder auf das Anfangsfeld gelangen kann.
Beispiel:
Die Abbildung zeigt, dass die komplette Zugfolge des Königs ein Linienmuster aufweist, das sowohl zu der waagerechten als auch zu der senkrechten Mittelachse des achtreihigen magischen Quadrats symmetrisch ist. Innerhalb des Musters sind weitere Symmetrien erkennbar.

Königszug-Quadrat mit der magischen Zahl 260
Königstour (Anfangsfeld grün, letztes Feld rot)

### Magische Unterquadrate
Lässt sich ein {\displaystyle n}-reihiges magisches Quadrat lückenlos in mehrere {\displaystyle k}-reihige magische Quadrate zerlegen, so spricht man von einer Zerlegung in magische Unterquadrate, wobei das Ausgangsquadrat ein normales magisches Quadrat ist.
Beispiele:
Die beiden Abbildungen zeigen jeweils ein achtreihiges magisches Quadrat mit vier vierreihigen magischen Unterquadraten und ein neunreihiges magisches Quadrat mit neun dreireihigen magischen Unterquadraten.

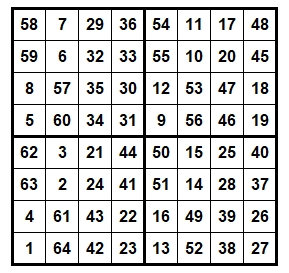
Achtreihiges magisches Quadrat mit vier vierreihigen magischen Unterquadraten
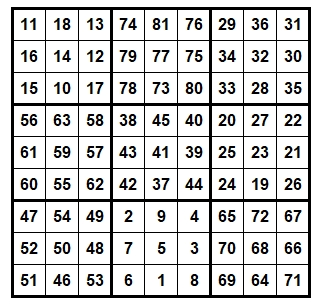
Neunreihiges magisches Quadrat mit neun dreireihigen magischen Unterquadraten

### Ineinander liegende magische Quadrate
Entfernt man von einem {\displaystyle n}-reihigen magischen Quadrat die {\displaystyle 4n-4} Randzahlen und ist das so verkleinerte {\displaystyle (n-2)}-reihige Quadrat wieder ein magisches Quadrat, so spricht man von ineinander liegenden magischen Quadraten. Lässt sich dieser Vorgang mit dem {\displaystyle (n-2)}-reihigen Quadrat fortsetzen, so erhält man mehrere ineinander liegende – also verschachtelte – magische Quadrate. Hierbei ist naturgemäß nur das Ausgangsquadrat ein normales magisches Quadrat.
Beispiele:
Die beiden Abbildungen zeigen jeweils mehrfach verschachtelte magische Quadrate.

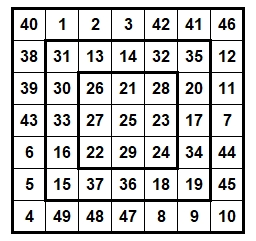
Ineinanderliegende magische Quadrate (sieben, fünf und drei Reihen)
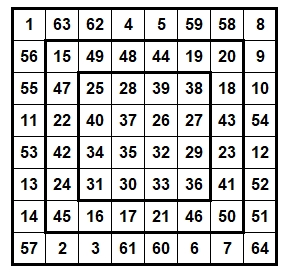
Ineinanderliegende magische Quadrate (acht, sechs und vier Reihen)

## Die Anzahl normaler magischer Quadrate
Es gibt ein (triviales) magisches Quadrat mit Kantenlänge 1, jedoch keines mit Kantenlänge 2. Abgesehen von Symmetrieoperationen oder angegeben in der Frénicle-Standardform, gibt es auch nur ein einziges normales magisches Quadrat mit Kantenlänge 3 (siehe unter Lo-Shu). Alle 880 magischen Quadrate mit Kantenlänge 4 wurden bereits 1693 von Frénicle de Bessy gefunden. Mit Kantenlänge 5 gibt es 275.305.224 magische Quadrate.
Darüber hinaus sind keine genauen Zahlen bekannt, es gibt jedoch bis etwa {\displaystyle n=20} relativ verlässliche Abschätzungen. Die weitestreichenden Berechnungen wurden von Walter Trump durchgeführt. Auch die Anzahl symmetrischer, pandiagonaler und ultramagischer Quadrate für kleinere {\displaystyle n} ist bekannt, beispielsweise gibt es 48 symmetrische magische Quadrate mit Kantenlänge 4 und 16 ultramagische Quadrate mit Kantenlänge 5.

## Berühmte Beispiele

### Lo-Shu

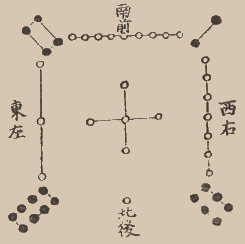
Lo-Shu-Quadrat

Ein Beispiel ist das älteste bekannte magische Quadrat aus China ca. 2800 v. Chr. In Europa wurde es im 16./17. Jahrhundert Saturn-Siegel (Heinrich Cornelius Agrippa von Nettesheim, ca. 1510 und Athanasius Kircher, Arithmologia 1665) genannt.
| 4 | 9 | 2 |
| 3 | 5 | 7 |
| 8 | 1 | 6 |

Das Lo-Shu ist das einzige normale magische Quadrat der Größe 3 mal 3.

### Magisches Quadrat Parshva Jaina Tempel
Dieses vollkommen perfekte magisches Quadrat erfüllt noch einige Zusatzbedingungen.

### Magisches Dürer-Quadrat

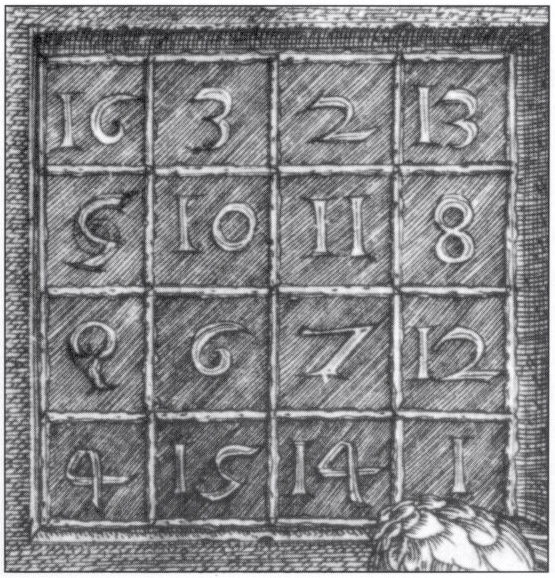
Detail aus Melencolia I

Eines der berühmtesten magischen Quadrate ist in Albrecht Dürers Kupferstich Melencolia I zu finden.
| 16 | 3  | 2  | 13 |
| 5  | 10 | 11 | 8  |
| 9  | 6  | 7  | 12 |
| 4  | 15 | 14 | 1  |

#### Eigenschaften von Summenkombinationen
Das Dürer-Quadrat ist ein symmetrisches magisches Quadrat und besitzt 86 Summenkombinationen der magischen Zahl 34.
Zur besseren Übersicht sind nachfolgend alle Summenkombinationen nach verschiedenen Eigenschaften gruppiert, wobei möglicherweise auch andere Gruppierungen denkbar sind.
15 Summenkombinationen:
Die waagerechten, senkrechten und diagonalen Reihen sowie die zweireihigen Eckquadrate und das zweireihige Mittelquadrat haben jeweils die Summe 34.
21 Summenkombinationen:
Die Eckzahlen des Dürer-Quadrats sowie die Eckzahlen von Rechtecken und dreihreihigen Quadraten, die an den Rändern angrenzen, haben jeweils die Summe 34. Dies gilt auch für die diagonal einbeschriebenen Rechtecke sowie für die Eckzahlen zweier Lateinischer Kreuze und zweier Petruskreuze, die auch als Eckzahlen von Drachenvierecken aufgefasst werden können.
12 Summenkombinationen:
Die am Zentrum gespiegelten waagerechten und senkrechten benachbarten Zahlenpaare sowie die am Zentrum gespiegelten Rösselsprünge haben jeweils die Summe 34.
8 Summenkombinationen:
Die Zahlen der beiden mittleren Zeilen und Spalten in Zickzack-Reihenfolge und die Zahlen an den äußeren Zeilen und Spalten in Zickzack-Reihenfolge haben jeweils die Summe 34.
12 Summenkombinationen:
Gewisse L-förmige und T-förmige Muster haben jeweils die Summe 34.
18 Summenkombinationen:
Sonstige Muster mit nicht-symmetrischen Kombinationen, die jeweils die Summe 34 haben.
Zusätzlich besitzt das Dürerquadrat die Eigenschaft, dass jedes zum Mittelpunkt punktsymmetrische Zahlenpaar die Summe 17 besitzt.

#### Eigenschaften von Quadratsummenkombinationen
Die Quadratzahlen der acht Zahlen in den Feldern der folgenden Achterkombinationen haben jeweils die Summe 748:
- Diagonalenpaar,
- Paare in der Mitte der Ränder,
- erste und dritte Zeile,
- zweite und vierte Zeile,
- erste und dritte Spalte,
- zweite und vierte Spalte.

#### Eigenschaften von Kubiksummenkombinationen
Die Kubikzahlen der acht Zahlen in den Feldern der folgenden Achterkombinationen haben jeweils die Summe 9248:
- Diagonalenpaar,
- Paare in der Mitte der Ränder.

Alle sechs Achterkombinationen bilden offensichtlich symmetrische Muster.
- Das Diagonalenpaar sowie die die Gesamtheit der Paare in der Mitte der Ränder sind jeweils symmetrisch zur waagerechten und senkrechten Mittelachse sowie zu den beiden Diagonalen.
- Die Kombination aus der ersten und dritten Zeile sowie die aus der zweiten und vierten Zeile sind jeweils symmetrisch zur senkrechten Mittelachse.
- Die Kombination aus der ersten und dritten Spalte sowie die aus der zweiten und vierten Spalte sind jeweils symmetrisch zur waagerechten Mittelachse.[21]

### 16. und 17. Jahrhundert in Europa
Im 16./17. Jahrhundert setzte eine intensive Beschäftigung mit magischen Quadraten ein. Die Universalgelehrten Heinrich Cornelius Agrippa von Nettesheim und Athanasius Kircher entwickelten mehrere magische Quadrate höherer (bis 9 mal 9) Ordnung. Es wurden auch Algorithmen für Erstellung gerader und ungerader magische Quadrate in den Werken angegeben. Auf Agrippa geht die Zuordnung von bestimmten magischen Quadraten zu Gestirnen zurück. Das Jupiter-Quadrat des Agrippa ist identisch mit dem 4 mal 4 Quadrat des Yang Hui. Die magischen Quadrate mit der Bezeichnung/Zuordnung zu Gestirnen fanden auf vielen Amuletten Verwendung.

### Sagrada Família

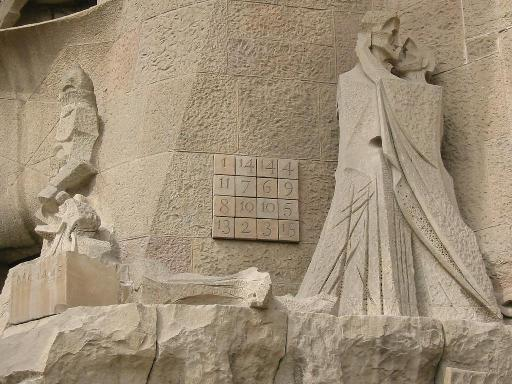
Das Zahlenquadrat auf der Passionsfassade der Sagrada Família

Die der Passion gewidmete Fassade der Sagrada Família in Barcelona, ein Werk des Bildhauers Josep Maria Subirachs, enthält ein Zahlenquadrat, das viele, aber nicht alle Eigenschaften eines normalen magischen Quadrats besitzt:
| 1  | 14 | 14 | 4  |
| 11 | 7  | 6  | 9  |
| 8  | 10 | 10 | 5  |
| 13 | 2  | 3  | 15 |

Es ist kein magisches Quadrat im engeren Sinne, weil nicht alle Zahlen von 1 bis 16 vorkommen (es fehlen 12 und 16), 10 und 14 kommen hingegen doppelt vor. Die magische Zahl ist 33, eine Anspielung auf das Lebensalter Christi.

#### Entstehung aus dem Dürer-Quadrat

Entstehung des Sagrada-Família-Quadrats aus dem Dürer-Quadrat

Das magische Quadrat an der Sagrada Família entsteht in zwei Schritten aus dem Dürer-Quadrat:
- 180°-Drehung des Dürer-Quadrats um sein Zentrum,
- Verkleinerung der Zahlen 11, 12, 15 und 16 aus dem  um 180° gedrehten Dürer-Quadrat, die dort in jeder Zeile und jeder Spalte auftauchen, um jeweils 1, wodurch die magische Zahl 33 entsteht, die Zahlen 10 und 14 jedoch doppelt auftreten.[22]

Die Abbildung zeigt das Dürer-Quadrat vor und nach der Drehung sowie das daraus entstandene Sagrada-Família-Quadrat mit den verkleinerten Zahlen (gelb markiert).
Die Zahlen des Sagrada-Família-Quadrats ergeben 310 verschiedene Zahlenkombinationen.

### Goethes Hexeneinmaleins
Unter den vielen völlig unterschiedlichen Interpretationen des Hexeneinmaleins aus Goethes Faust gibt es auch einige, die es als verklausulierte Beschreibung beziehungsweise Konstruktionsanleitung für das folgende magisches Quadrat deuten:
| 4 | 9 | 2 |
| 3 | 5 | 7 |
| 8 | 1 | 6 |
Es existiert auch eine Deutung als folgende semimagisches Quadrat, die auf den Mathematiker Helmut Kracke zurückgeht:
| 10 | 2 | 3 |
| 0  | 7 | 8 |
| 5  | 6 | 4 |

### Srinivasa Ramanujan
| 13 | 12 | 7  | 2  |
| 3  | 6  | 9  | 16 |
| 10 | 15 | 4  | 5  |
| 8  | 1  | 14 | 11 |

Das magische Quadrat von Ramanujan. Gleichfarbige Felder ergeben die Summe von 139. Die erste Zeile – rechts farbig hervorgehoben – zeigt sein Geburtsdatum.

Ramanujan hat sein Quadrat aus diesem normalen magischem Quadrat entwickelt. Für die zielgerichtete Wandlung (Zahlenfolge des Geburtsdatums) hat er nur drei Entwicklungsschritte benötigt, da die 12 in beiden Quadraten enthalten ist. Im Gegensatz zum Dürer-Quadrat gehört es zur ersten Strukturgruppe.

## Struktur normaler magischer Quadrate
Aus den Zahlen 1 bis 16 lassen sich genau acht Paare mit der Summe 17 bilden, nämlich (1|16), (2|15), (3|14), (4|13), (5|12), (6|11), (7|10) und (8|9). Verbindet man in einem normalen vierreihigen magischen Quadrat jedes dieser Zahlenpaare durch eine gerade Linie, so entsteht ein Muster, das in den allermeisten Fällen eine oder mehrere Symmetrieeigenschaften aufweist. Je nach Struktur des Musters lässt sich die Gesamtheit aller vierreihigen magischen Quadrate in die zwölf nachfolgend dargestellten Gruppen einteilen.

Gruppe 1
Gruppe 2
Gruppe 3
Gruppe 4
Gruppe 5
Gruppe 6
Gruppe 7
Gruppe 8
Gruppe 9
Gruppe 10
Gruppe 11
Gruppe 12

Die Strukturgruppe 3 mit ihrem sternförmigen mehrfach punkt- und achsensymmetrischen Muster umfasst als einzige die symmetrischen magischen Quadrate. Beispielsweise gehört das Dürer-Quadrat aufgrund seiner Eigenschaften zur Strukturgruppe 3.

## Konstruktion

Konstruktion eines magischen Quadrats

Zur Konstruktion magischer Quadrate gibt es verschiedene Verfahren, die von der Kantenlänge abhängen.
Das einfachste Verfahren, wird siamesische Methode genannt, nach der Herkunft von Narayana oder De-la-Loubère-Methode, da Simon de La Loubère sie in Europa bekannt machte. Es funktioniert für alle magischen Quadrate mit ungerader Kantenlänge (also 3×3, 5×5, 7×7 etc.). Man fängt oben in der Mitte mit 1 an und füllt dann die anderen Zahlen der Reihe nach gemäß der folgenden Regel in die anderen Felder ein:
Wenn die zuletzt geschriebene Zahl kein Vielfaches von n ist, dann trage die nächste Zahl in das Feld oben rechts vom zuletzt ausgefüllten Feld. Ist die zuletzt geschriebene Zahl ein Vielfaches von n, dann trage die nächste Zahl in das Feld unter der zuletzt geschriebenen Zahl. Verlässt man nach diesen Regeln das Quadrat nach oben, so schreibe die nächste Zahl ganz unten in die Spalte, die rechts der Spalte liegt, in die die letzte Zahl geschrieben wurde. Wird das Quadrat nach rechts verlassen, schreibe die nächste Zahl ganz links in die Zeile, die über der Zeile der zuletzt geschriebenen Zahl liegt.
Hierbei wird das magische Quadrat als periodisch wiederholt angesehen, d. h., wenn man über den oberen Rand hinausgeht (das passiert schon beim ersten Schritt), kommt man von unten wieder hinein, und wenn man rechts hinausgeht, dann kommt man von links wieder hinein. Hier ein nach dieser Regel konstruiertes 7×7-Quadrat:
| 30 | 39 | 48 | 1  | 10 | 19 | 28 |
| 38 | 47 | 7  | 9  | 18 | 27 | 29 |
| 46 | 6  | 8  | 17 | 26 | 35 | 37 |
| 5  | 14 | 16 | 25 | 34 | 36 | 45 |
| 13 | 15 | 24 | 33 | 42 | 44 | 4  |
| 21 | 23 | 32 | 41 | 43 | 3  | 12 |
| 22 | 31 | 40 | 49 | 2  | 11 | 20 |

Die Bachet-Methode ist ein weiteres Verfahren zur Erzeugung magischer Quadrate ungerader Ordnung. Sie ist benannt nach dem französischen Mathematiker Claude Gaspard Bachet de Méziriac.
Aufbauend auf der siamesischen Methode können mit Hilfe der LUX-Methode von John Horton Conway weitere magische Quadrate mit doppelter Ordnung erzeugt werden.
Zwei weitere Verfahren sind für Quadrate mit gerader Kantenlänge, wobei das eine für alle Quadrate ist, deren Kantenlänge durch 4 teilbar ist, das andere für die, bei denen der Rest 2 beim Teilen durch 4 bleibt.
Ein spielerisches Verfahren zur Konstruktion magischer Quadrate gerader Ordnungen größer als 4 geht mit Hilfe von Medjig-Lösungen. Hierzu braucht man die Spielteile des Medjig-Puzzles. Das sind in vier Quadranten verteilte Quadrate, worauf mit Punkten die Zahlen 0, 1, 2 und 3 in verschiedenen Anordnungen angegeben sind. Das Puzzle hat 18 Teile, alle Anordnungen gibt es dreimal. Siehe Abbildung unten. Das Ziel des Puzzles ist willkürlich 9 Quadrate der Versammlung zu entnehmen und diese Teilversammlung in ein 3×3-Quadrat zu legen, so dass in jeder entstandenen Zeile, Spalte und Diagonale die Summe von 9 (Punkten) ergibt.
|  |  |  |  |  |  |  |  |  |  |  |  |
|  |  |  |  |  |  |  |  |  |  |  |  |

Die Konstruktion eines magischen Quadrates der Ordnung 6 mit Hilfe des Medjig-Puzzles geht wie folgt:
Mache eine 3×3-Medjig-Lösung, dazu kann man diesmal unbeschränkt aus der Totalversammlung wählen. Dann nimmt man das bekannte klassische magische Quadrat der Ordnung 3, und verteile alle Felder davon in vier Quadranten. Als Nächstes fülle man die Quadranten mit der ursprünglichen Zahl und den drei abgeleiteten modulo-9-Zahlen bis 36, der Medjig-Lösung folgend. Das ursprüngliche Feld mit der Zahl 8 wird also verteilt in vier Feldern mit den Zahlen {\displaystyle 8\ (=8+0\cdot 9)}, {\displaystyle 17\ (=8+1\cdot 9)}, {\displaystyle 26\ (=8+2\cdot 9)} und {\displaystyle 35\ (=8+3\cdot 9)}, das Feld mit der Zahl 3 wird 3, 12, 21 und 30 usw.; siehe untenstehendes Beispiel.
| 8 | 8 | 3 | 3 | 4 | 4 |
| 8 | 8 | 3 | 3 | 4 | 4 |
| 1 | 1 | 5 | 5 | 9 | 9 |
| 1 | 1 | 5 | 5 | 9 | 9 |
| 6 | 6 | 7 | 7 | 2 | 2 |
| 6 | 6 | 7 | 7 | 2 | 2 |

|  |  |  |  |  |  |
|  |  |  |  |  |  |
|  |  |  |  |  |  |
|  |  |  |  |  |  |
|  |  |  |  |  |  |
|  |  |  |  |  |  |

| 26 | 35 | 3  | 21 | 4  | 22 |
| 17 | 8  | 30 | 12 | 31 | 13 |
| 28 | 10 | 14 | 23 | 27 | 9  |
| 1  | 19 | 5  | 32 | 36 | 18 |
| 33 | 24 | 25 | 7  | 2  | 20 |
| 6  | 15 | 34 | 16 | 11 | 29 |

Auf gleiche Weise kann man magische Quadrate der Ordnung 8 erzeugen. Man erzeuge dazu erst eine 4×4-Medjig-Lösung (Summe der Punkte jeder Reihe, Spalte, Diagonale 12), und vergrößere danach z. B. das oben abgebildete 4×4-Quadrat von Dürer modulo 16 bis 64.
Im Allgemeinen braucht man für die Konstruktion magischer Quadrate der Ordnung größer als 9 auf diese Weise mehrere Sätze Medjig-Teile.
Für die Ordnung 12 kann man eine 3×3-Medjig-Lösung horizontal und vertikal verdoppeln, und danach das oben konstruierte 6×6-Quadrat modulo 36 ausbreiten nach 144. Ähnlich geht es mit Ordnung 16.
Magische Quadrate der Größe 4×4 mit der magischen Zahl {\displaystyle S} kann man anhand des folgenden Schemas konstruieren, wobei die Variablen {\displaystyle a} und {\displaystyle b} für beliebige ganze Zahlen stehen:
| a+b | a    | 12a | 7a   |
| 11a | 8a   | b   | 2a   |
| 5a  | 10a  | 3a  | 3a+b |
| 4a  | 2a+b | 6a  | 9a   |

| 14 | 1  | 12 | 7  |
| 11 | 8  | 13 | 2  |
| 5  | 10 | 3  | 16 |
| 4  | 15 | 6  | 9  |

| 28 | 3  | 36 | 21 |
| 33 | 24 | 25 | 6  |
| 15 | 30 | 9  | 34 |
| 12 | 31 | 18 | 27 |

Die magische Zahl {\displaystyle S} beträgt jeweils {\displaystyle 21a+b}. Soll {\displaystyle S} z. B. den Wert 88 betragen, zieht man ein ganzzahliges {\displaystyle (=a)} Vielfaches von 21 ab, der Rest ist dann die Zahl {\displaystyle b}. Zum Beispiel (wie im rechten Quadrat gezeigt): {\displaystyle 88-3\cdot 21=25}.
Magische Quadrate dieser Art bestehen im Allgemeinen nicht aus den Zahlen 1, 2, 3, …, 16, und bei ungünstiger Wahl der Werte {\displaystyle a} und {\displaystyle b} können zwei Felder die gleiche Zahl enthalten. Die magische Zahl {\displaystyle 21a+b} ist dafür nicht nur in den Zeilen, Spalten und Diagonalen enthalten, sondern auch in den vier Quadranten, in den vier Eckfeldern sowie im kleinen Quadrat der vier innen liegenden Felder.

## Erzeugung weiterer magischer Quadrate aus einem gegebenen magischen Quadrat
Addiert man zu jeder Zahl eines n-reihigen magischen Quadrats mit der magischen Zahl {\displaystyle m} eine konstante natürliche Zahl {\displaystyle k}, so entsteht ein neues n-reihiges magisches Quadrat mit denselben Eigenschaften wie das Ausgangsquadrat, was die Summenkombinationen der magischen Zahl betrifft. Seine magische Zahl ist {\displaystyle m+k\cdot n}.
Bis auf den Umstand, dass die kleinste Zahl des neuen magischen Quadrats größer als 1 ist und es sich damit nicht um ein normales magisches Quadrat handelt, geht also keine Eigenschaft des Ausgangsquadrats verloren.

### Erläuterndes Beispiel
Beim Dürer-Quadrat ist {\displaystyle n=4} und {\displaystyle m=34}. Wählt man stellvertretend {\displaystyle k=5}, so entsteht ein neues vierreihiges magisches Quadrat, das analog zum Ausgangsquadrat ebenfalls insgesamt 86 verschiedene Vierersummenkombinationen seiner magischen Zahl {\displaystyle 34+5\cdot 4=54} aufweist.

## Sonstiges
Die magischen 4×4-Quadrate, bei denen auch die Quadranten die magische Summe ergeben, können – wenn man auf die Eigenschaft, dass jede der Zahlen von 1 bis 16 genau einmal vorkommen soll, verzichtet – als Linearkombination der folgenden acht erzeugenden, zueinander kongruenten Quadrate dargestellt werden:
| 0 | 0 | 1 | 0 |
| 0 | 1 | 0 | 0 |
| 0 | 0 | 0 | 1 |
| 1 | 0 | 0 | 0 |

| 0 | 1 | 0 | 0 |
| 0 | 0 | 0 | 1 |
| 0 | 0 | 1 | 0 |
| 1 | 0 | 0 | 0 |

| 0 | 0 | 0 | 1 |
| 0 | 1 | 0 | 0 |
| 1 | 0 | 0 | 0 |
| 0 | 0 | 1 | 0 |

| 0 | 1 | 0 | 0 |
| 0 | 0 | 1 | 0 |
| 1 | 0 | 0 | 0 |
| 0 | 0 | 0 | 1 |

| 0 | 0 | 0 | 1 |
| 1 | 0 | 0 | 0 |
| 0 | 0 | 1 | 0 |
| 0 | 1 | 0 | 0 |

| 0 | 0 | 1 | 0 |
| 1 | 0 | 0 | 0 |
| 0 | 1 | 0 | 0 |
| 0 | 0 | 0 | 1 |

| 1 | 0 | 0 | 0 |
| 0 | 0 | 1 | 0 |
| 0 | 0 | 0 | 1 |
| 0 | 1 | 0 | 0 |

| 1 | 0 | 0 | 0 |
| 0 | 0 | 0 | 1 |
| 0 | 1 | 0 | 0 |
| 0 | 0 | 1 | 0 |

Man beachte, dass diese acht erzeugenden Quadrate nicht linear unabhängig sind, denn
{\displaystyle {A}+{D}+{E}+{H}={B}+{C}+{F}+{G},}
d. h., es gibt eine nichttriviale Linearkombination (eine Linearkombination, deren Koeffizienten nicht alle = 0 sind), die das 0-Quadrat ergibt. Anders ausgedrückt: Jedes der acht erzeugenden Quadrate lässt sich als Linearkombination der übrigen sieben darstellen. Sieben erzeugende Quadrate sind aber nötig, um alle magischen 4×4-Quadrate mit der Zusatzeigenschaft „Quadranten“ zu erzeugen; der Vektorraum der magischen 4×4-Quadrate, die von diesen Quadraten erzeugt wird, ist in diesem Sinn 7-dimensional.
Bemerkenswert ist, dass in allen acht erzeugenden Quadraten A–H wie in Albrecht Dürers magischem Quadrat nicht nur Zeilen, Spalten und Diagonalen immer dieselbe Summe liefern (1), sondern auch jeder der vier „Quadranten“, die vier Zentrumsfelder und die vier Eckfelder. Das heißt, dass alle magischen Quadrate, die wir als Linearkombinationen dieser Erzeugenden gewinnen, diese Eigenschaft haben. Die Kongruenz der erzeugenden Quadrate ermöglicht z. B., aus A durch Drehung F, E und G zu erzeugen und daraus D, B, H und C durch Spiegelung.
Das magische Quadrat aus dem Kupferstich Melencolia I Albrecht Dürers als Linearkombination der erzeugenden Quadrate A–G:
{\displaystyle X=-4\cdot {A}+8\cdot {B}+14\cdot {C}-5\cdot {D}-1\cdot {E}+6\cdot {F}+16\cdot {G}}
Die Summe der Koeffizienten ist natürlich {\displaystyle 34=-4+8+14-5-1+6+16}.
Dass die 4 Quadranten auch die magische Summe ergeben, muss nicht unbedingt so sein. Folgendes magische Quadrat hat diese Eigenschaft nicht und ist daher linear unabhängig zu den Quadraten A–H:
| 1  | 2  | 15 | 16 |
| 13 | 14 | 3  | 4  |
| 12 | 7  | 10 | 5  |
| 8  | 11 | 6  | 9  |

Nimmt man dieses Quadrat noch zu 7 der Quadrate A–H, so erhält man eine Basis für den 8-dimensionalen Vektorraum aller magischen 4×4-Quadrate.
Die Summe der Ecken und der vier Zentrumsfelder ist auch bei diesem Quadrat (wie bei allen magischen 4×4-Quadraten) die magische Summe.

## Weiterführende Themen
- Magisches Dürer-Quadrat, das magische Quadrat von Albrecht Dürer mit grafischen Darstellungen der 86 Summenkombinationen
- Magischer Würfel, eine dreidimensionale Erweiterung magischer Quadrate
- Magisches Sechseck, eine Anordnung von Zahlen in Wabenform
- Magischer Stern, eine Anordnung von Zahlen in Sternform
- Magisches Polygon, regelmäßige n-Ecke mit Eigenschaften magischer Quadrate
- Vollkommen perfektes magisches Quadrat, magische Quadrate mit zusätzlichen Eigenschaften der Unterquadrate
- Magisches Klangquadrat
- Magischer Graph
- Rösselsprung-Quadrat
- Sator-Quadrat

### Bücher und Buchkapitel
- William Symes Andrews: Magic Squares and Cubes. 2-te erweiterte Ausgabe, The Open court Publishing Company, 1917.
- W. W. Rouse Ball, H. S. M. Coxeter: Mathematical Recreations and Essays. 13. Auflage, Dover Publications, New York 1987, S. 193–227 (Chapter 7: Magic Squares.)
- Siegmund Günther: Vermischte Untersuchungen zur Geschichte der mathematischen Wissenschaften. Teubner, Leipzig 1876, Kapitel IV: Historische Studien über magische Quadrate.
- Norbert Herrmann: Mathematik und Gott und die Welt. 3-te Auflage, Springer, Berlin/Heidelberg 2018, ISBN 978-3-662-56387-8, S. 16–31,38–40.
- Maurice Kraitchik: Mathematical Recreations. 2-te überarbeitete Ausgabe, Dover Publications, New York 1953, S. 142–192 (Chapter 7: Magic Squares.).
- Clifford A. Pickover: The Zen of Magic Squares, Circles, and Stars: An Exhibition of Surprising Structures across Dimensions. Princeton University Press, Princeton (NJ) 2002, ISBN 0-691-07041-5.
- Jacques Sesiano: Magic Squares. Their History and Construction from Ancient Times to AD 1600 (= Sources and Studies in the History of Mathematics and Physical Sciences.). Springer, Cham (CH) 2019, ISBN 978-3-030-17992-2.

### Lexika
- Fachredaktion des Bibliographischen Instituts (Hrsg.): Duden Rechnen und Mathematik: Das Lexikon für Schule und Praxis. Bearbeitet von Prof. Dr. Harald Scheid. 4. Auflage. Bibliographisches Institut, Mannheim, Wien, Zürich 1985, S. 395–396.

### Zeitschriften
- Wolfgang Göbels: Varianten des magischen Quadrats von Albrecht Dürer. In: Praxis der Mathematik. (PM) Band 4, Nr. 35, Jahrgang 1993, Aulis Verlag.
- Christoph Pöppe: Edle magische Quadrate. In: Spektrum der Wissenschaft. Januar 1996, S. 14 ff
- Jacques Sesiano: Herstellungsverfahren magischer Quadrate aus islamischer Zeit. Bände I–III. In: Sudhoffs Archiv. Band 64, 1980, Heft 2, S. 187–196; Band 65, 1981, Heft 3, S. 251–256; Band 71, 1987, Heft 2, S. 78–89; Band 79, 1995, Heft 2, S. 192–226.